# Nikolai Topor-Stanley
Pour les articles homonymes, voir Topor.
Nikolai Topor-Stanley est un footballeur australien né le 11 mars 1985 à Canberra.